# Staňkov (okres Jindřichův Hradec)
Staňkov (německy Stankau) je obec v okrese Jindřichův Hradec v Jihočeském kraji. Žije v ní 202 obyvatel. Vesnice se nachází pod hrází Staňkovského rybníka, který ovlivňoval historii i charakter vsi.

## Historie
První písemná zmínka o obci pochází z roku 1654. Obec patří k novějším vesnicím, zdejší terén nedovoloval rozšiřovat polní plochy, v polovině 18. století ve Staňkově bylo jen pět sedláků. V té době zde začínal pracovat vodní hamr, který v 19. století určil průmyslový charakter vesnice. Hamr byl do roku 1869 hnán vodou ze Staňkovského rybníka, později parním strojem (Škoda). Hamr měl velkou spotřebu dřevěného uhlí, takže většina obyvatel Staňkova se zabývala kácením dřeva a pálením dřevěného uhlí. Tato činnost zanikla na počátku 20. století, po roce 1920 vesnice částečně dostala rekreační charakter.

### Hraniční přechod
Poblíž byl hraniční přechod do Rakouska a celnice, na kterou v roce 1938 zaútočili němečtí nacisté z města Litschau (československá finanční stráž útok odrazila, přičemž Němcům způsobila ztráty). Po roce 1948 se poblíž usadila pohraniční stráž, která do vody Staňkovského rybníka a okolní přírody nedovolovala vstup.

## Přírodní poměry
Jižně od Staňkovského rybníka leží přírodní rezervace Rašeliniště Pele.

### Staňkovský rybník

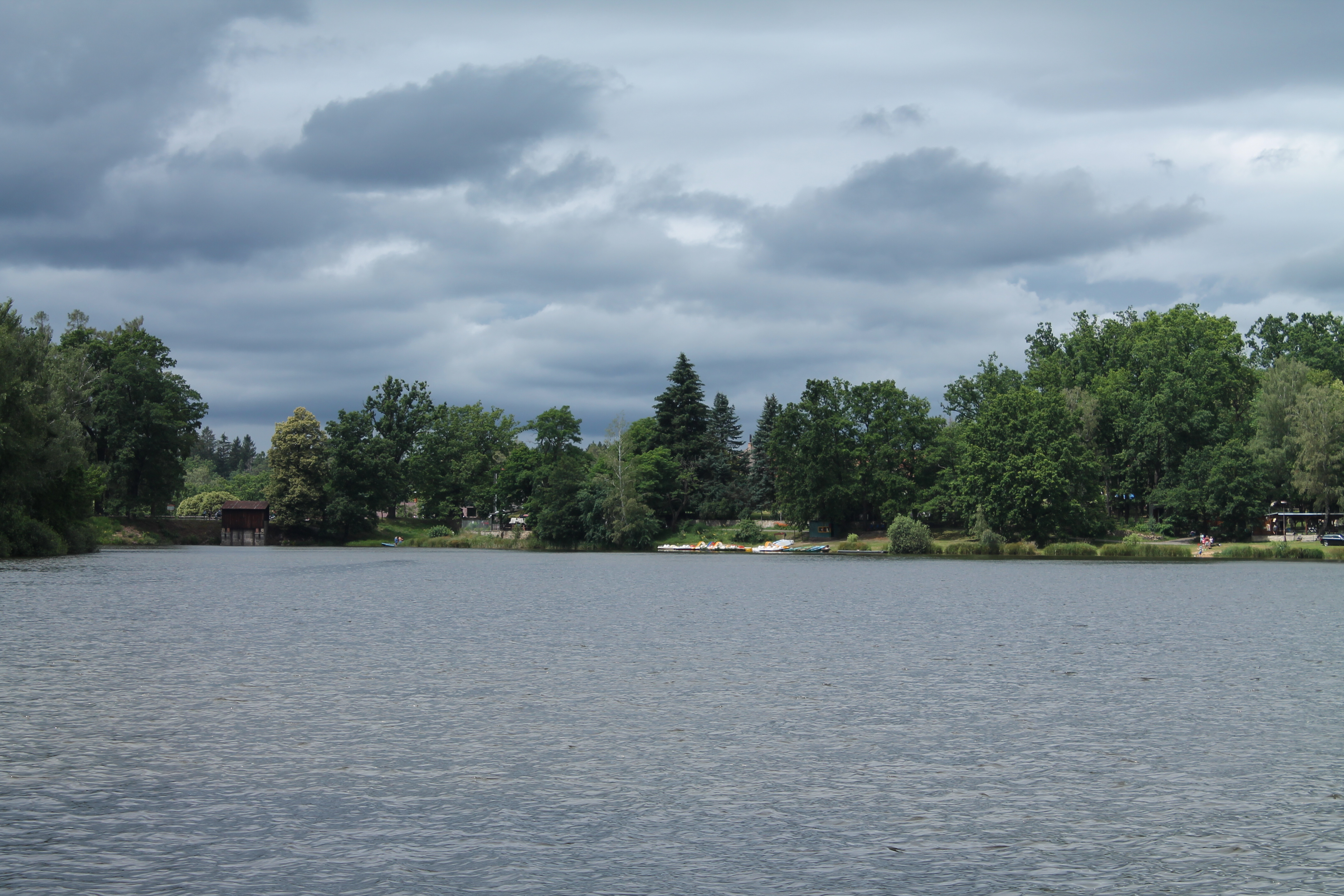
Staňkovský rybník

Staňkovský rybník je jedním z nejstarších a největších českých rybníků. Jeho plocha je 327 hektarů, délka sedm kilometrů, obvod 21 kilometrů, výška hráze je osmnáct kilometrů. Hráz byla několikrát protržena, proto v roce 1904 byl rybník rozdělen na části.
Po roce 1918 rybník objevili pražští trampové, jimž k přespání stačil stan či sláma ve stodole. Za nimi přišli další, kteří začali stavět luxusní chaty (továrníci Singer, Kruliš, herečka Valentová atd.). V roce 1925 Staňkov byl s nádražím Majdalena (8 km) spojen autobusovou linkou. V roce 1931 křesťanská organizace YMCA u rybníka postavila rozlehlý letní tábor (ústřední budova, obytné sruby, loděnice, sportovní hřiště atd.). Z turistického ruchu profitovalo i místní obyvatelstvo, které zřizovalo letní byty, penziony a hostince. Po Mnichovské dohodě se část rybníka, ve které byl letní tábor, dostala mezi zabraná sudetská území, a tábor YMCA zabralo německé válečné námořnictvo, které si v něm zřídilo výcvikové středisko.
V roce 1951 vznikla Pohraniční stráž, která zlikvidovala jak letní tábor, tak všechny soukromé chaty. Po roce 1989 byla oblast zpřístupněna, celnice zrušena, Staňkov opět navštěvují turisté, ale letní ruch, jako býval v meziválečném období, vrací se jen symbolicky.

## Obyvatelstvo
| Rok            | 1869 | 1880 | 1890 | 1900 | 1910 | 1921 | 1930 | 1950 | 1961 | 1970 | 1980 | 1991 | 2001 | 2011 | 2021 |
| -------------- | ---- | ---- | ---- | ---- | ---- | ---- | ---- | ---- | ---- | ---- | ---- | ---- | ---- | ---- | ---- |
| Počet obyvatel | 638  | 748  | 777  | 850  | 774  | 667  | 645  | 364  | 358  | 332  | 307  | 246  | 243  | 213  | 193  |
| Počet domů     | 70   | 78   | 91   | 96   | 98   | 99   | 107  | 112  | 100  | 98   | 88   | 122  | 133  | 140  | 145  |

## Obecní správa
Mezi lety 1850–1979 byl Staňkov obcí v okrese Třeboň (1850–1950) a později v okrese Jindřichův Hradec. Od 1. ledna 1980 do 23. listopadu 1990 patřil jako část městyse k Chlumu u Třeboně a od 24. listopadu 1990 je opět samostatnou obcí.

### Obecní symboly
Znak a vlajka byly obci uděleny rozhodnutím předsedy Poslanecké sněmovny Parlamentu České republiky dne 21. dubna 2020.

## Pamětihodnosti
- Dům čp. 9
- Venkovská usedlost čp. 59 s rybářskou baštou
- Boží muka u silnice směrem na Pele

## Galerie

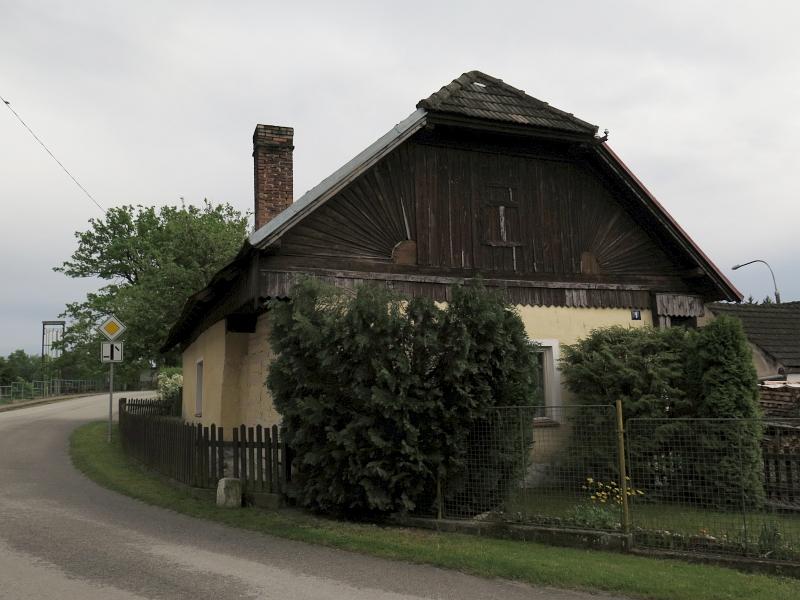
Staňkov dům čp. 9
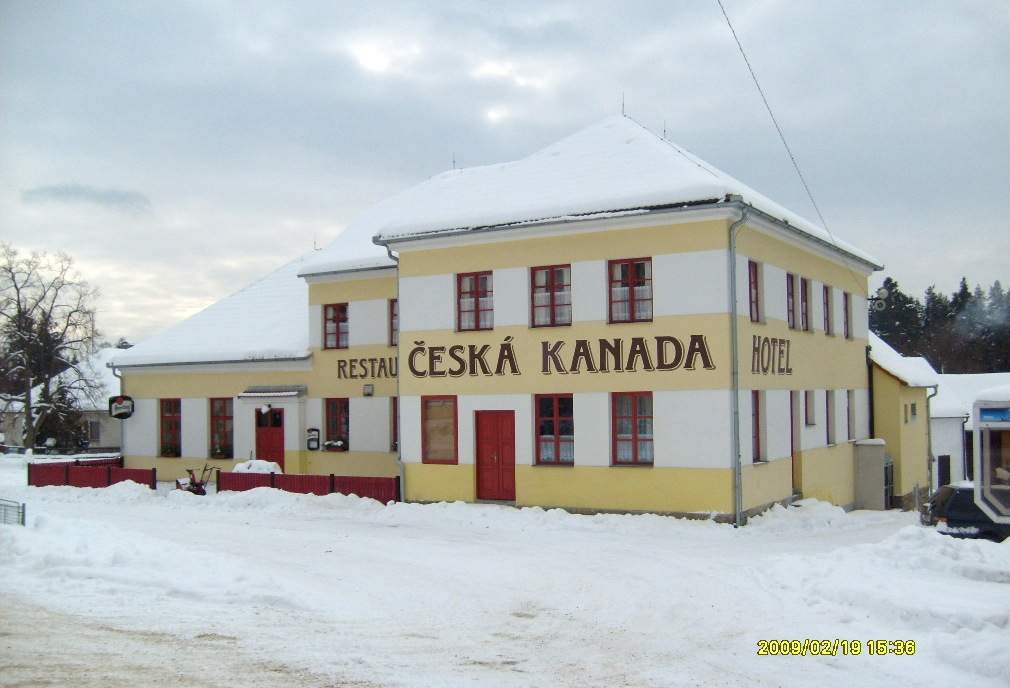
Hotel Česká Kanada
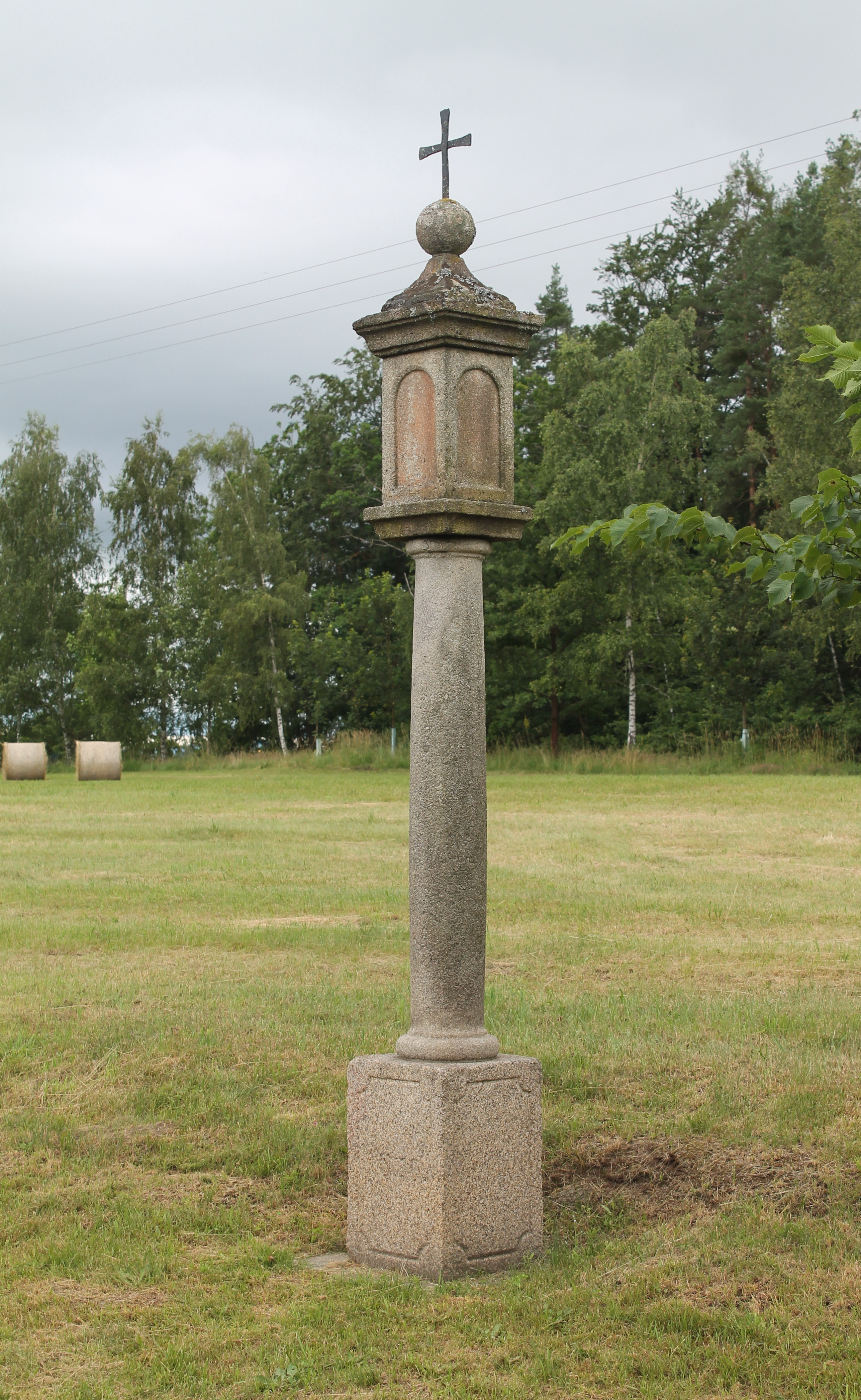
Boží muka
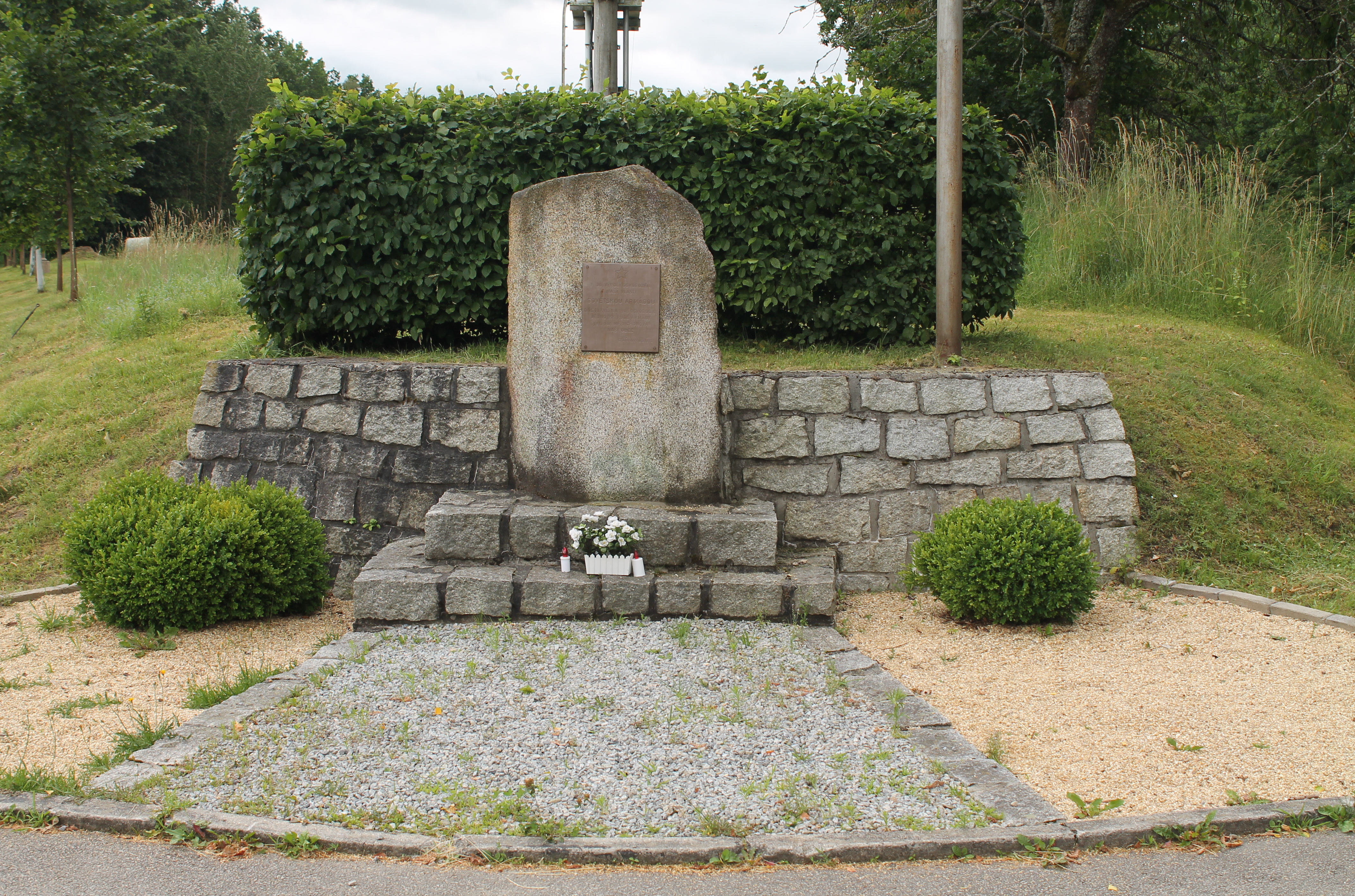
Památník osvobození
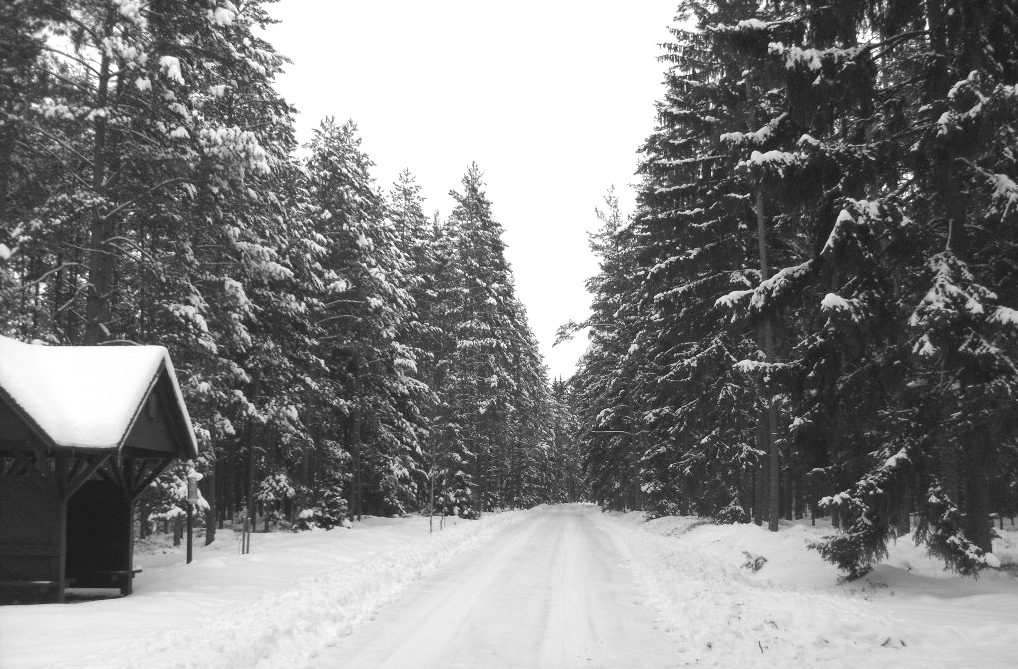
Cesta ze Staňkova do Schlagu
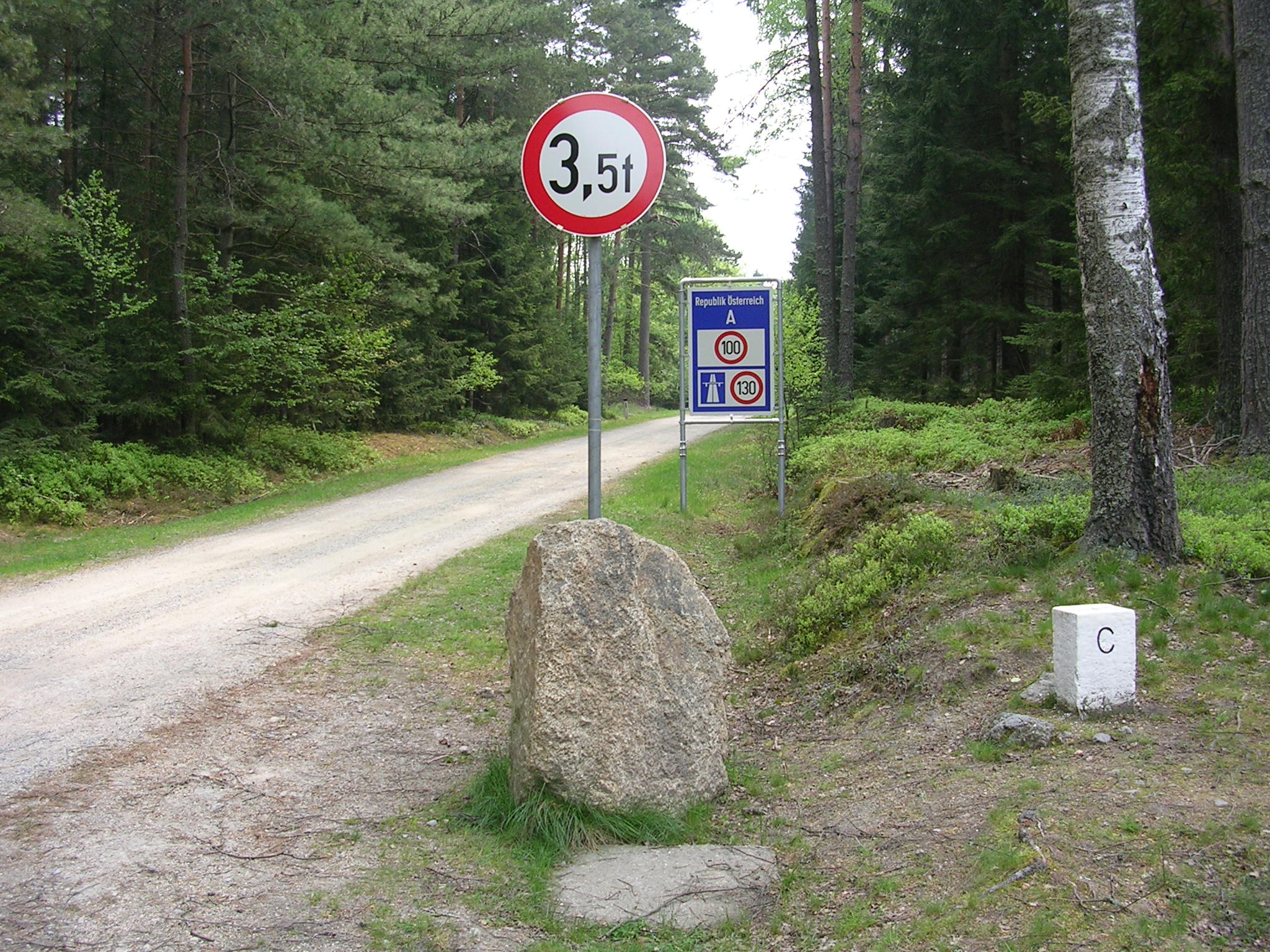
Přechod Staňkov–Schlag